# Miljöledning
Miljöledning, eller miljömanagement är ett begrepp som beskriver tekniker och metoder för hur en organisation eller ett företag styr, leder och utvecklar sitt miljöarbete. Många av de enskilda tekniker och metoder som används brukar oftast sammanfattas i konceptet miljöteknik.
Ett känt övergripande hjälpverktyg för miljöledning är standarden ISO 14001, som är kravstandarden i ISO 14000-serien. ISO 14000-serien är ett antal internationella standarder som kan ligga till grund för ett miljöledningssystem. Även EU-förordningen EMAS är ett centralt exempel på miljöledning.